# Мандыбура, Михаил Карпович
Михаил Карпович Мандыбура (1921—1985) — младший лейтенант Советской Армии, участник Великой Отечественной войны, Герой Советского Союза (1944).

## Биография
Михаил Мандыбура родился 10 мая 1921 года в селе Должок (ныне — Шаргородский район Винницкой области Украины). После окончания Тульчинской ветеринарной школы работал по специальности. В 1941 году Мандыбура был призван на службу в Рабоче-крестьянскую Красную Армию. С июня того же года — на фронтах Великой Отечественной войны.
К июню 1944 года младший сержант Михаил Мандыбура командовал миномётным расчётом 992-го стрелкового полка 306-й стрелковой дивизии 43-й армии 1-го Прибалтийского фронта. Отличился во время освобождения Витебской области Белорусской ССР. 24 июня 1944 года расчёт Мандыбуры одним из первых переправился через Западную Двину в районе деревни Шарипино Бешенковичского района и принял активное участие в боях за захват и удержание плацдарма на её западном берегу.
Указом Президиума Верховного Совета СССР от 22 июля 1944 года младший сержант Михаил Мандыбура был удостоен высокого звания Героя Советского Союза с вручением ордена Ленина и медали «Золотая Звезда».
В 1946 году Мандыбура окончил Челябинское танко-техническое училище. В том же году в звании младшего техника-лейтенанта он был уволен в запас. Вернулся в родное село. Скончался 8 июля 1985 года.
Был также награждён орденом Отечественной войны 1-й степени и двумя орденами Отечественной войны 2-й степени, рядом медалей.